# Middle European League 2021-2022 (femminile)
La Middle European League 2021-2022, 16ª edizione della Middle European League di pallavolo femminile, si è svolta dal 6 ottobre 2021 al 24 febbraio 2022: al torneo hanno partecipato sei squadre di club appartenenti a federazioni afferenti alla MEVZA e la vittoria finale è andata per la prima volta al Vasas.

## Regolamento

### Formula
La formula ha previsto:
- Fase a gironi, disputata con girone all'italiana, con gare di andata e ritorno, per un totale di dieci giornate: le prime tre classificate e la formazione organizzatrice della Final Four (nel caso in cui sia stata tra le prime tre classificate, si è qualificata la quarta classificata) hanno avuto accesso alla Final Four.
- Final Four, disputata con semifinali, finale per il terzo posto e finale, giocate con gara unica[2].

### Criteri di classifica
Se il risultato finale è stato di 3-0 o 3-1 sono stati assegnati 3 punti alla squadra vincente e 0 a quella sconfitta, se il risultato finale è stato di 3-2 sono stati assegnati 2 punti alla squadra vincente e 1 a quella sconfitta.
L'ordine del posizionamento in classifica è stato definito in base a:
- Numero di partite vinte;
- Punti;
- Ratio dei set vinti/persi;
- Ratio dei punti realizzati/subiti;
- Risultati degli scontri diretti[2].

## Squadre partecipanti
| - NÖ Sokol/Post - HAOK Mladost - Marina Kaštela - Branik - Kamnik - Vasas |

## Torneo

### Fase a gironi

#### Risultati
Prima giornata
| 9 ottobre 2021 Dom odbojke Bojan Stranić, Zagabria Durata: 1h:12 - Spettatori: 0 | HAOK Mladost  | 3 - 0 | Marina Kaštela | 25-19, 25-23, 29-27        |
| 10 ottobre 2021 Športna dvorana, Kamnik Durata: 1h:16 - Spettatori: 200          | Kamnik        | 3 - 0 | Branik         | 25-17, 29-27, 25-13        |
| 6 ottobre 2021 Posthalle, Vienna Durata: 1h:44 - Spettatori: 60                  | NÖ Sokol/Post | 1 - 3 | Vasas          | 25-21, 22-25, 20-25, 19-25 |

Seconda giornata
| 4 dicembre 2021 Gradska dvorana Kaštela, Castelli Durata: 1h:55 - Spettatori: 33   | Marina Kaštela | 2 - 3 | Vasas         | 25-27, 19-25, 25-19, 25-15, 5-15 |
| 13 ottobre 2021 Športna dvorana Lukna, Maribor Durata: 1h:20 - Spettatori: 50      | Branik         | 3 - 0 | NÖ Sokol/Post | 25-18, 25-23, 25-16              |
| 6 novembre 2021 Dom odbojke Bojan Stranić, Zagabria Durata: 1h:29 - Spettatori: 20 | HAOK Mladost   | 1 - 3 | Kamnik        | 25-19, 20-25, 13-25, 23-25       |

Terza giornata
| 3 novembre 2021 Športna dvorana, Kamnik Durata: 1h:35 - Spettatori: 30          | Kamnik        | 3 - 1 | Marina Kaštela | 25-19, 20-25, 25-19, 25-21 |
| 20 ottobre 2021 Posthalle, Vienna Durata: 1h:44 - Spettatori: 25                | NÖ Sokol/Post | 3 - 1 | HAOK Mladost   | 26-24, 26-24, 19-25, 26-24 |
| 3 novembre 2021 Folyondár Vasas Sport, Budapest Durata: 0h:40 - Spettatori: 120 | Vasas         | 3 - 1 | Branik         | 25-16, 22-25, 25-14, 25-17 |

Quarta giornata
| 8 gennaio 2022 Gradska dvorana Kaštela, Castelli Durata: 1h:40 - Spettatori: 30    | Marina Kaštela | 3 - 1 | Branik        | 31-29, 25-14, 21-25, 25-20 |
| 22 dicembre 2021 Dom odbojke Bojan Stranić, Zagabria Durata: 1h:10 - Spettatori: 0 | HAOK Mladost   | 0 - 3 | Vasas         | 20-25, 16-25, 23-25        |
| 9 novembre 2021 Športna dvorana, Kamnik Durata: 1h:02 - Spettatori: 50             | Kamnik         | 3 - 0 | NÖ Sokol/Post | 25-19, 25-17, 25-17        |

Quinta giornata
| 19 febbraio 2022 Športni center Draš, Maribor Durata: 1h:06 - Spettatori: ?     | NÖ Sokol/Post | 3 - 0 | Marina Kaštela | 25-12, 28-26, 25-14               |
| 19 ottobre 2021 Folyondár Vasas Sport, Budapest Durata: 1h:54 - Spettatori: 150 | Vasas         | 2 - 3 | Kamnik         | 25-18, 13-25, 22-25, 25-19, 14-16 |
| 12 gennaio 2022 Športna dvorana Lukna, Maribor Durata: 1h:47 - Spettatori: 97   | Branik        | 3 - 1 | HAOK Mladost   | 25-20, 28-26, 22-25, 25-19        |

Sesta giornata
| 18 dicembre 2021 Gradska dvorana Kaštela, Castelli Durata: 1h:36 - Spettatori: 65 | Marina Kaštela | 1 - 3 | HAOK Mladost  | 16-25, 25-19, 18-25, 21-25 |
| 28 novembre 2021 Športna dvorana Lukna, Maribor Durata: 1h:36 - Spettatori: 92    | Branik         | 1 - 3 | Kamnik        | 22-25, 25-19, 14-25, 25-27 |
| 1º dicembre 2021 Folyondár Vasas Sport, Budapest Durata: 1h:07 - Spettatori: 100  | Vasas          | 3 - 0 | NÖ Sokol/Post | 25-17, 25-17, 25-11        |

Settima giornata
| 5 dicembre 2021 Gradska dvorana Kaštela, Castelli Durata: 0h:52 - Spettatori: 50 | Vasas         | 3 - 0 | Marina Kaštela | 25-12, 25-13, 25-10        |
| 6 gennaio 2022 Posthalle, Vienna Durata: 1h:17 - Spettatori: 45                  | NÖ Sokol/Post | 0 - 3 | Branik         | 23-25, 22-25, 18-25        |
| 9 febbraio 2022 Športna dvorana, Kamnik Durata: 1h:32 - Spettatori: 80           | Kamnik        | 3 - 1 | HAOK Mladost   | 25-20, 25-16, 21-25, 25-22 |

Ottava giornata
| 3 febbraio 2022 Gradska dvorana Kaštela, Castelli Durata: 1h:09 - Spettatori: 25   | Marina Kaštela | 0 - 3 | Kamnik        | 16-25, 24-26, 20-25               |
| 10 gennaio 2022 Dom odbojke Bojan Stranić, Zagabria Durata: 1h:32 - Spettatori: 50 | HAOK Mladost   | 3 - 1 | NÖ Sokol/Post | 25-19, 25-18, 22-25, 25-18        |
| 9 febbraio 2022 Športna dvorana Lukna, Maribor Durata: 2h:07 - Spettatori: 92      | Branik         | 3 - 2 | Vasas         | 20-25, 27-25, 23-25, 25-22, 15-11 |

Nona giornata
| 2 febbraio 2022 Športna dvorana Lukna, Maribor Durata: 0h:50 - Spettatori: 93  | Branik        | 3 - 0 | Marina Kaštela | 25-10, 25-7, 25-12                |
| 19 gennaio 2022 Folyondár Vasas Sport, Budapest Durata: 1h:53 - Spettatori: 80 | Vasas         | 2 - 3 | HAOK Mladost   | 25-23, 22-25, 19-25, 25-20, 13-15 |
| 8 gennaio 2022 Posthalle, Vienna Durata: 1h:50 - Spettatori: 43                | NÖ Sokol/Post | 2 - 3 | Kamnik         | 19-25, 21-25, 25-18, 26-24, 14-16 |

Decima giornata
| 20 febbraio 2022 Športni center Draš, Maribor Durata: 0h:58 - Spettatori: ?        | Marina Kaštela | 0 - 3 | NÖ Sokol/Post | 13-25, 22-25, 14-25        |
| 26 gennaio 2022 Športna dvorana, Kamnik Durata: 1h:19 - Spettatori: 70             | Kamnik         | 3 - 0 | Vasas         | 25-21, 25-22, 25-21        |
| 18 febbraio 2022 Dom odbojke Bojan Stranić, Zagabria Durata: 1h:22 - Spettatori: 0 | HAOK Mladost   | 3 - 1 | Branik        | 25-14, 25-14, 23-25, 25-21 |

#### Classifica
| Pos. | Squadra        | Pt | G  | V  | P | SV | SP | Ratio | PF  | PS  | Ratio |
| ---- | -------------- | -- | -- | -- | - | -- | -- | ----- | --- | --- | ----- |
| 1.   | Kamnik         | 28 | 10 | 10 | 0 | 30 | 8  | 3,750 | 897 | 772 | 1,162 |
| 2.   | Vasas          | 20 | 10 | 6  | 4 | 24 | 16 | 1,500 | 894 | 792 | 1,129 |
| 3.   | Branik         | 14 | 10 | 5  | 5 | 19 | 18 | 1,056 | 812 | 819 | 0,991 |
| 4.   | HAOK Mladost   | 14 | 10 | 5  | 5 | 19 | 20 | 0,950 | 886 | 869 | 1,020 |
| 5.   | NÖ Sokol/Post  | 10 | 10 | 3  | 7 | 13 | 22 | 0,591 | 739 | 799 | 0,925 |
| 6.   | Marina Kaštela | 4  | 10 | 1  | 9 | 7  | 28 | 0,250 | 659 | 836 | 0,788 |

      Qualificata alla Final Four.
      Organizzatore della Final Four.

### Final Four
|  | Semifinali    | Semifinali |       |        | Finale          | Finale          |  |
|  |               |            |       |        |                 |                 |  |
|  | Kamnik        | 3          |       |        |                 |                 |  |
|  | Kamnik        | 3          |       |        |                 |                 |  |
|  | NÖ Sokol/Post | 2          |       |        |                 |                 |  |
|  | NÖ Sokol/Post | 2          |       | Kamnik | 0               |                 |  |
|  |               |            |       | Kamnik | 0               |                 |  |
|  |               |            | Vasas | 3      |                 |                 |  |
|  | Vasas         | 3          | Vasas | 3      |                 |                 |  |
|  | Vasas         | 3          |       |        |                 |                 |  |
|  | Branik        | 1          |       |        | Finale 3º posto | Finale 3º posto |  |
|  | Branik        | 1          |       |        |                 |                 |  |
|  |               |            |       |        |                 |                 |  |
|  |               |            |       |        | NÖ Sokol/Post   | 1               |  |
|  |               |            |       |        | NÖ Sokol/Post   | 1               |  |
|  |               |            |       |        | Branik          | 3               |  |

#### Semifinali
| 23 febbraio 2022 Posthalle, Vienna Durata: 1h:52 - Spettatori: ?   | Kamnik | 3 - 2 | NÖ Sokol/Post | 25-22, 25-7, 23-25, 20-25, 15-11 |
| 23 febbraio 2022 Posthalle, Vienna Durata: 1h:50 - Spettatori: 150 | Vasas  | 3 - 1 | Branik        | 21-25, 25-19, 25-13, 28-26       |

#### Finale 3º posto
| 24 febbraio 2022 Posthalle, Vienna Durata: 1h:41 - Spettatori: ? | NÖ Sokol/Post | 1 - 3 | Branik | 21-25, 25-23, 21-25, 14-25 |

#### Finale
| 24 febbraio 2022 Posthalle, Vienna Durata: 1h:18 - Spettatori: ? | Kamnik | 0 - 3 | Vasas | 22-25, 16-25, 19-25 |

## Statistiche
| Rendimento individuale | Rendimento individuale   | Rendimento individuale | Rendimento individuale |
| Pos.                   | Nome                     | Punti                  | Squadra                |
| ---------------------- | ------------------------ | ---------------------- | ---------------------- |
| 1                      | Lorena Lorber Fijok      | 197                    | Branik                 |
| 2                      | Lucille Charuk           | 176                    | Kamnik                 |
| 3                      | Olivera Kostić           | 157                    | Kamnik                 |
| 4                      | Martina Šamadan          | 148                    | HAOK Mladost           |
| 5                      | Mirta Velikonja Grbac    | 135                    | Branik                 |
| 6                      | Taja Gradišnik Klanjšček | 134                    | Branik                 |
| 7                      | Anđelka Radišković       | 130                    | Kamnik                 |
| 8                      | Lucia Mikšíková          | 127                    | NÖ Sokol/Post          |
| 9                      | Josipa Marković          | 125                    | HAOK Mladost           |
| 10                     | Mika Grbavica            | 122                    | HAOK Mladost           |

| Attacchi vincenti | Attacchi vincenti        | Attacchi vincenti | Attacchi vincenti |
| Pos.              | Nome                     | Punti             | Squadra           |
| ----------------- | ------------------------ | ----------------- | ----------------- |
| 1                 | Lorena Lorber Fijok      | 157               | Branik            |
| 2                 | Lucille Charuk           | 136               | Kamnik            |
| 3                 | Olivera Kostić           | 135               | Kamnik            |
| 4                 | Taja Gradišnik Klanjšček | 117               | Branik            |
| 5                 | Lucia Mikšíková          | 112               | NÖ Sokol/Post     |
| 6                 | Mika Grbavica            | 107               | HAOK Mladost      |
| 6                 | Fatoumatta Sillah        | 107               | Kamnik            |
| 8                 | Josipa Marković          | 106               | HAOK Mladost      |
| 9                 | Anđelka Radišković       | 104               | Kamnik            |
| 10                | Julija Bojko             | 103               | Vasas             |

| Muri vincenti | Muri vincenti         | Muri vincenti | Muri vincenti  |
| Pos.          | Nome                  | Punti         | Squadra        |
| ------------- | --------------------- | ------------- | -------------- |
| 1             | Mirta Velikonja Grbac | 37            | Branik         |
| 2             | Lucille Charuk        | 34            | Kamnik         |
| 3             | Martina Šamadan       | 33            | HAOK Mladost   |
| 4             | Ayşən Əbdüləzimova    | 26            | Vasas          |
| 4             | Astrid Popić          | 26            | HAOK Mladost   |
| 6             | Aida Mehić            | 20            | NÖ Sokol/Post  |
| 7             | Sanja Kaličanin       | 19            | Vasas          |
| 8             | Brina Bračko          | 17            | Branik         |
| 9             | Eva Mori              | 16            | Kamnik         |
| 10            | Ivana Prkačin         | 15            | Marina Kaštela |

| Battute vincenti | Battute vincenti         | Battute vincenti | Battute vincenti |
| Pos.             | Nome                     | Punti            | Squadra          |
| ---------------- | ------------------------ | ---------------- | ---------------- |
| 1                | Lorena Lorber Fijok      | 26               | Branik           |
| 2                | Anđelka Radišković       | 19               | Kamnik           |
| 3                | Martina Šamadan          | 14               | HAOK Mladost     |
| 4                | Taja Gradišnik Klanjšček | 13               | Branik           |
| 5                | Olivera Kostić           | 12               | Kamnik           |
| 5                | Mirta Velikonja Grbac    | 12               | Branik           |
| 7                | Ayşən Əbdüləzimova       | 10               | Vasas            |
| 7                | Julija Bojko             | 10               | Vasas            |
| 7                | Eva Mori                 | 10               | Kamnik           |
| 10               | Tea Kojundžić            | 9                | Marina Kaštela   |
| 10               | Aida Mehić               | 9                | NÖ Sokol/Post    |
| 10               | Eva Pogačar              | 9                | Branik           |
| 10               | Mária Kostelanská        | 9                | Vasas            |